# Peugeot 301
Peugeot 301 (укр. Пежо 301) — седан класу B+ французької компанії Peugeot.

## Опис моделі

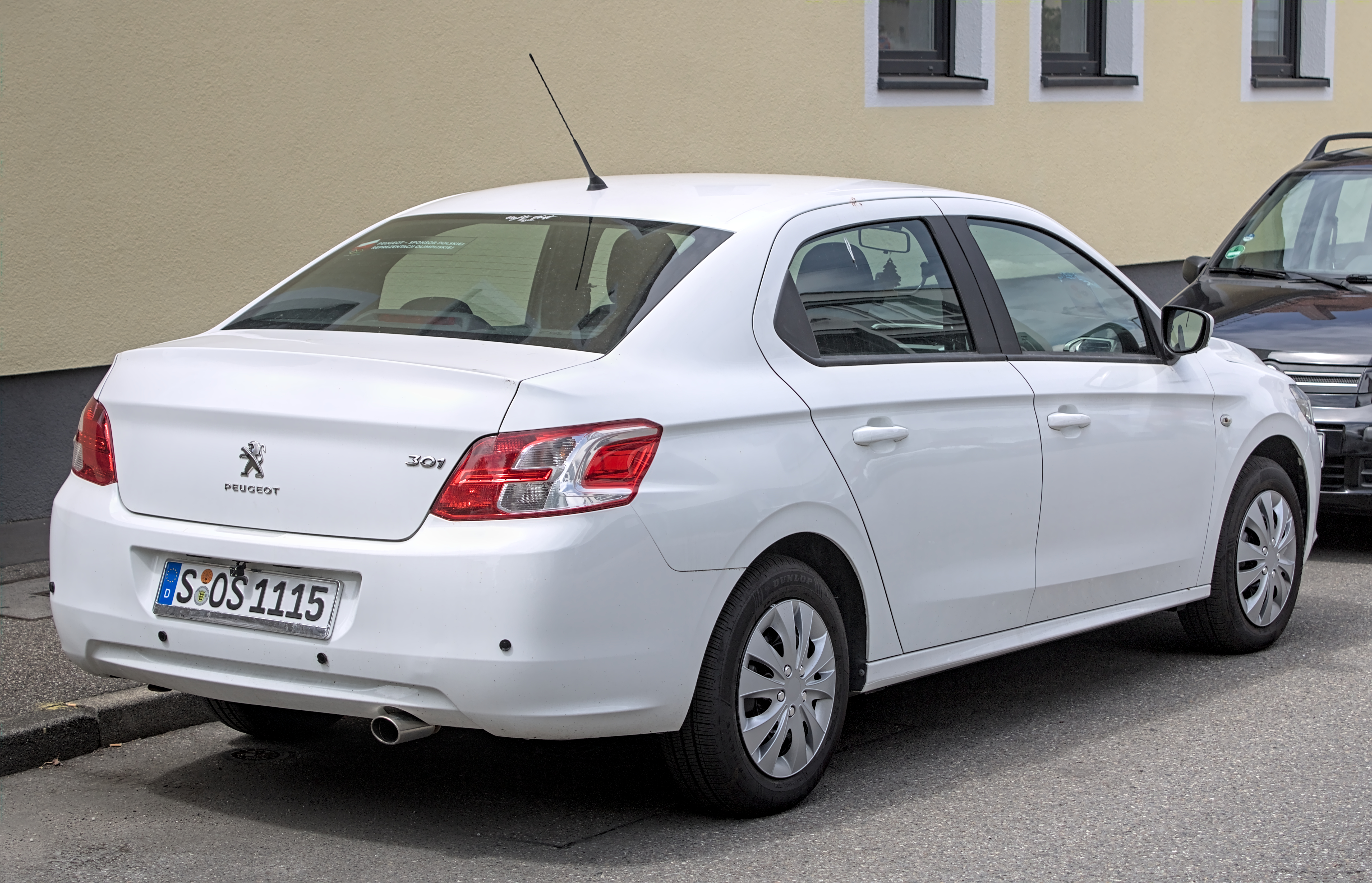
Peugeot 301 (2012-2017)

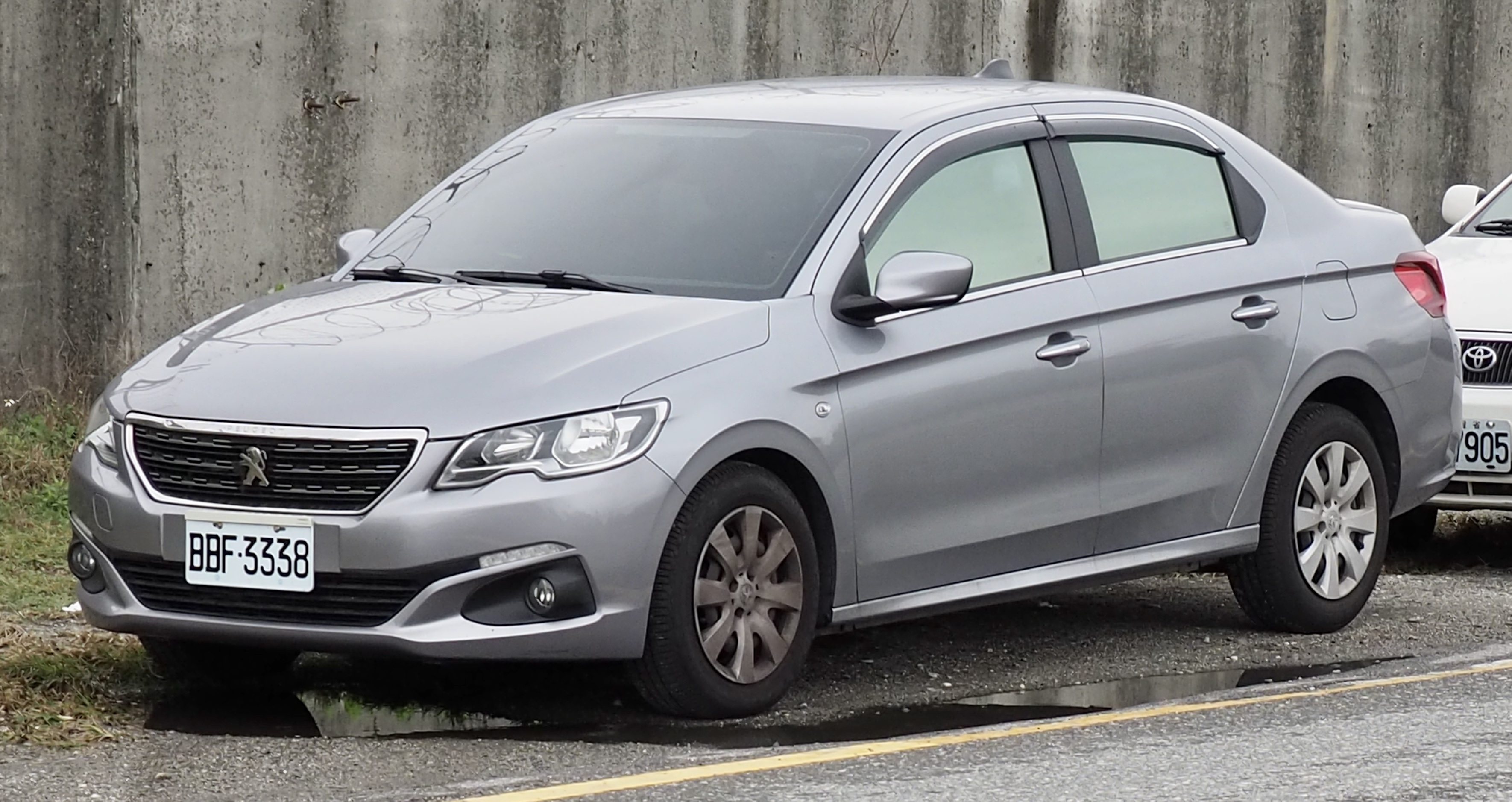
Peugeot 301 (з 2017)

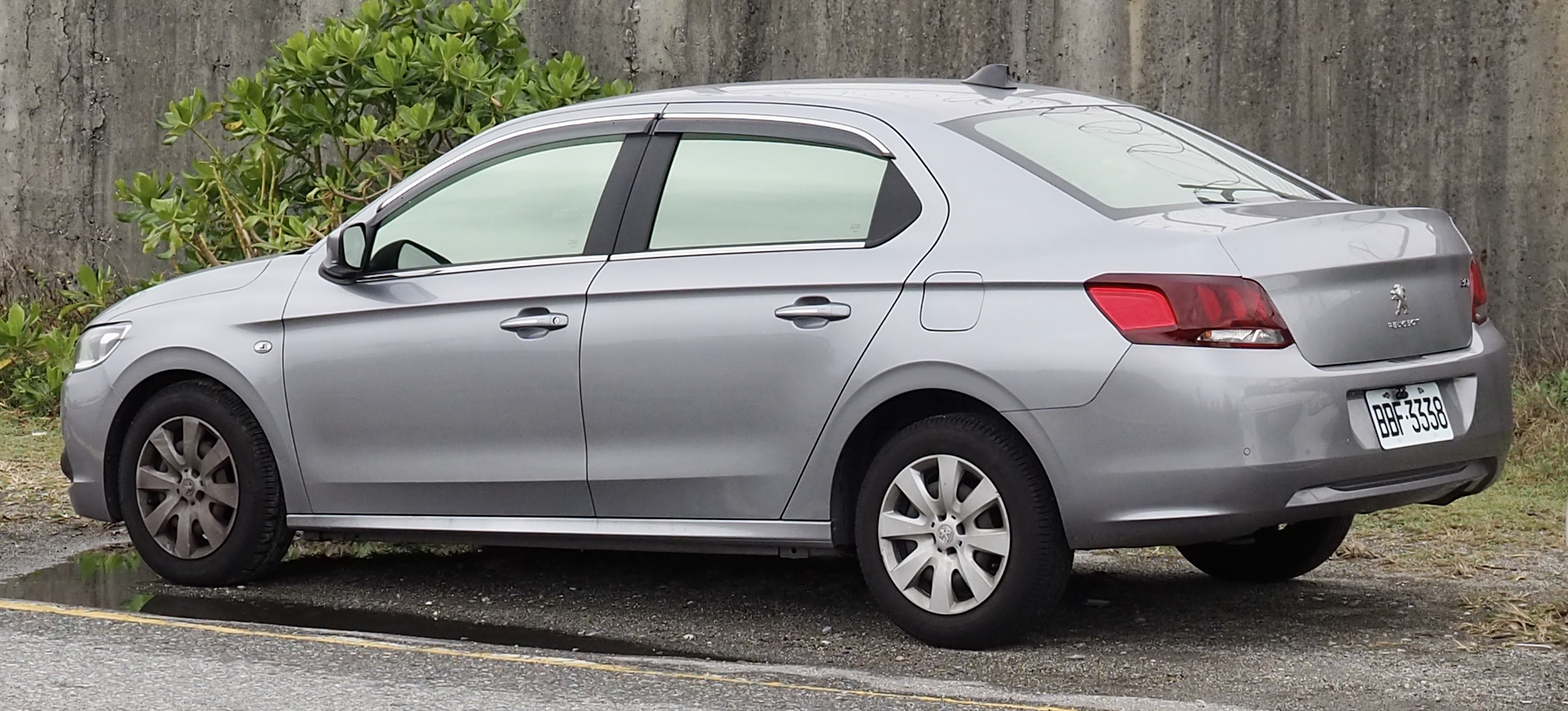
Peugeot 301 (з 2017)

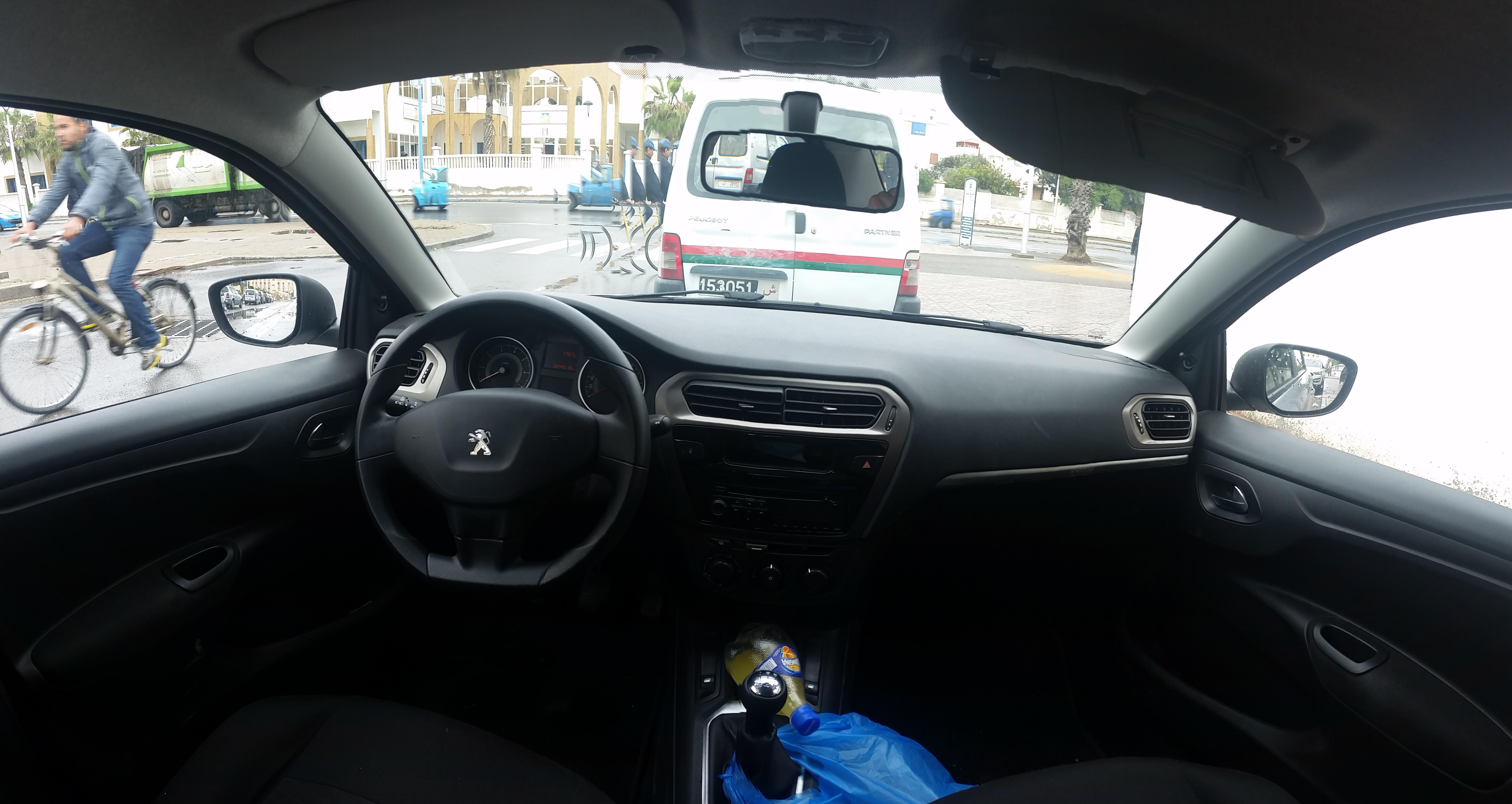
Салон Peugeot 301

301 оснащається двома бензиновими двигунами — 1.2 л потужністю 72 к.с., після фейсліфтингу в 2017 році — 82 к.с. і 1.6 л, що видає 115 сил. Крім того, покупцям пропонують і 92-сильний турбодизель. Агрегатуються вони як з «механікою», так і з «роботом» і «автоматом» залежно від версії.
У базове оснащення входять антиблокувальна система, ESP, система допомоги при екстреному гальмуванні і чотири подушки безпеки.
Світова прем'єра бюджетного седана відбулася в Парижі 2012 року. Виробництво моделі налагоджено на іспанському заводі компанії в Віго. 1 листопада 2012 року стартує продаж чотиридверки в Туреччині, а пізніше автомобіль почав продаватися на території Центральної та Східної Європи, в Росії, Україні, Греції, на Близькому Сході і в країнах Африки і Перської затоки. В Західній Європі автомобіль продаватись не буде.
Разом з 301 помінялася концепція маркування моделей Peugeot: нуль в середині як і раніше буде позначати цивільні версії автомобілів, перша цифра — клас / розмір автомобіля, а остання — престижність автомобіля. Таким чином, автомобілі Пежо більше не будуть міняти назву у зв'язку з виходом нового покоління.

### Будова автомобіля

#### Кузов
Кузов автомобілів 301 типу чотиридверний седан, несучої конструкції, суцільнометалевий. Каркас кузова включає в себе основу, боковини, дах і деталі, з'єднані між собою електрозварюванням (точковою, шовною та дуговою). Кузов являє собою нерозбірну конструкцію, що володіє достатньою жорсткістю, і несе на собі всі агрегати автомобіля, навісні вузли кузова і деталі інтер'єру.

#### Інтер'єр
Салон Пежо 301 виглядає досить елегантно, а панель управління і центральна консоль виконані в строгому стилі. Панель приладів розміщує на собі бортовий комп'ютер і два класичних циферблата з м'якою білою підсвіткою. На центральній консолі розміщуються кнопки управління аудіосистемою і кондиціонером. Триспицеве рульове колесо виглядає по-спортивному стильно, а рульова колонка може регулюватися по вильоту і нахилу, забезпечуючи водієві додатковий комфорт. Сидіння Пежо 301 зручні з хорошою поперековою підтримкою. Задній ряд сидінь також забезпечує достатньо місця для голови, плечового пояса і ніг. Багажний відсік оснащується повнорозмірним запасним колесом і здатний розмістити приблизно 506 літрів багажу.

#### Двигуни
| Модель       | Об'єм см³ | Циліндри/ Клапани | Потужність кВт (к.с.) при об/хв | Крутний момент Нм при об/хв | Роки виробництва |           |           |
| Бензинові    | Бензинові | Бензинові         | Бензинові                       | Бензинові                   | Бензинові        | Бензинові | Бензинові |
| ------------ | --------- | ----------------- | ------------------------------- | --------------------------- | ---------------- | --------- | --------- |
| 1.2 VTi      | 1199      | 3/12              | 53 (73) / 5500                  | 115 / 3000                  | з 2012           |           |           |
| 1.2 PureTech | 1199      | 3/12              | 60 (80) / 5500                  | 117 / 2750                  |                  |           |           |
| 1.6 VTi      | 1587      | 4/16              | 86 (115) / 5500                 | 155 / 4000                  | з 2012           |           |           |
| Дизельний    |           |                   |                                 |                             |                  |           |           |
| 1.5 BlueHDi  | 1499      | 4/16              | 73 (100) / 3500                 | 250 / 1750                  |                  |           |           |
| 1.6 HDi      | 1560      | 4/16              | 68 (92) / 4000                  | 230 / 1750                  | з 2012           |           |           |
| 1.6 BlueHDi  | 1560      | 4/16              | 73 (100) / 3750                 | 254 / 1750                  |                  |           |           |

#### Шасі
- Передня підвіска — незалежна, пружинна, типу MacPherson, стабілізатор поперечної стійкості.
- Задня підвіска — незалежна балка, пружинна, стабілізатор поперечної стійкості.
- Рульове управління — шестерня-рейка з електропідсилювачем.
- Радіус розвороту — 10,7.
- Передні гальма — дискові, вентильовані.
- Задні гальма — барабанні.
- Розмірність коліс — 185/65R15, 195/55R16.

### Оснащення
Автомобіль має три комплектації — базова Access, середня Active і вища Allure. У базовій комплектації 301 має звичайний кондиціонер, CD/MP3-магнитолу, електросклопідйомники, електричне регулювання дзеркал, однак позбавлений підлокітників, задніх кишеньок на дверях, в салоні жорсткий пластик, а 15 — дюймові диски — штамповані. У вищій комплектації автомобіль може оснащуватися 16-дюймовими дисками, аудіосистемою з керуванням на кермі, круїз-контролем, парктроником, обігрівом дзеркал і сидінь і тд.
З атрибутів безпеки 301 має системи АБС, ESP, системи допомоги при екстреному гальмуванні, 2 фронтальні подушки безпеки в базовому виконанні, а в більш високих з'являються і 2 бічні.
З плюсів в автомобілі відзначають просторий салон і багажник, задні сидіння (в найдорожчій комплектації), з мінусів — слабке оснащення в базовій комплектації при досить великій ціні. Зовні 301 схожий на інші автомобілі компанії, особливо на флагмана Peugeot 508.

## Продажі
| Рік  | Виробництво | Продажі |
| 2012 | 11,600      | 4,800   |
| 2013 | 76,900      | 72,200  |
| 2014 | 107,000     | 100,000 |
| 2015 | 102,869     | н.д.    |
| 2016 | 102,105     | н.д.    |